# In the City
In the City debitantski je singl engleskog benda The Jam s istoimenog albuma. Singl je izdan 29. travnja 1977. i dospio je na 40. mjesto na UK ljestvice singlova u svibnju 1977. Što ga čini njihovim prvim Top 40 singlom i početkom niza od 18 uzastopnih Top 40 singlova.
Pjesam je nastala utjecajem rane glazbe grupe The Who, ali s energijom i stavom specifičnim za punk eru. Sam naaslov pjesme posuđen je od istoimene pjesme benda The Who (koja je objavljena kao B strana singla I'm a Boy, 1966. godine).
Weller je imao samo 18 godina kada je napisao pjesmu koja po njegovim riječima govori o:  "Bio je to zvuk buđenja mladih, ako ne i Londona, pjesma je o pokušaju probijanja iz predgrađa. Što se nas tiče, grad je bio mjesto u kojem se sve događalo: klubovi, svirke, glazba. Imao sam vjerojatno 18 godina, tako da je to bila pjesma mladića, pjesma o predgrađu koje je sanjalo o svjetlima Londona i gradskom uzbuđenju. Bilo je uzbudljivo vrijeme za biti živ. London je izlazilo iz svojih posthipi dana i preuzimala ga je nova generacija. Pjesma je uhvatila onu širokooku nevinost izlaska iz vrlo male zajednice i ulaska u širi svijet, slušanja svih bendova, susretanja s ljudima, odlazaka u klubove i slobodi koju je taj svijet pružao."
U pjesmi se izravno govori i o policijskoj brutalnosti u stihovima "In the city, there's a thousand men in uniform/And I hear they now have the right to kill a man".
Početni bas rif po kojem je pjesme prepoznatljiva nekoliko mjeseci kasnije na singlu Holidays in The Sun koriste Sex Pistolsi. Weller je imao sukob s basistom Sex Pistolsa Sidom Viciousom u klubu Speakeasy zbog kopiranja rifa.
Pitchfork Media pjesmu smatra jednim od najboljih debi singlova.